# Dohányszárítás
A dohányt a betakarítást követően, fogyasztás előtt, ki kell szárítani.

## Története
Kezdetekben a kezeletlen, még nyers dohányt gyakran megették, beöntésnél használták, vagy levének kivonatát megitták. A dohányfüst népszerűségének a növekedése vezetett a szárítás tömeges elterjedéséhez is. Az idők során számtalan változáson ment keresztül ez a folyamat, amiben három fő irányzat lett mérvadó: a napon szárítás, a pajtákban történő természetes szárítás, valamint a zárt kamrákban hőlégbefúvással történő szárítás. Hagyományos, évszázados múltja az Oriental dohány napon szárításának valamint a kis befektetésigényű pajtákban történő Burley szárításnak van, míg hőlégbefúvással csak a 19. századtól kezdődően foglalkoznak, elsősorban a Virginia dohány szárításakor.

## Kezelés
A szárítást követően a dohányt a szárítópajtából a feldolgozóüzembe szállítják. Ha az egész növényt kivágták, az ún. hántolás során eltávolítják a leveleket a szárakról. Mind a vágással, mind a húzással aratott dohány esetében a leveleket ezután osztályozzák. Régen a dohányt hordókba helyezték, és így szállították. Később, főleg a Virginia dohánnyal foglalkozó területeken a száraz dohánylevélkötegeket laza halomba rakták, és így szállították az árverésekre. Manapság a szárított dohányt általában közvetlenül az előzetes megállapodás alapján történő eladás előtt bálázzák.

## Módszerek
A levágott növényeket vagy lehúzott leveleket azonnal a dohánypajtákba (kemenceházakba) szállítják, ahol megkezdődik a szárításuk. A szárítási eljárás a termesztett dohány típusától függ, és a dohánypajta kialakítása is ennek megfelelő.

### Levegőn történő szárítás
A levegőn szárított dohányt  jól szellőző fészerekben felakasztva 4-8 hétig szárítják.  A levegőn szárított dohány alacsony cukortartalmú, amely a dohányfüstnek könnyű, édes ízt ad, magasabb nikotintartalommal. A szivarok készítéséhez használt dohány és a Burley dohány levegőn történő szárítással készül.

### Közvetlen hőlégbefúvással történő szárítás
A közvetlen hőlégbefúvással szárított dohányt nagy fészerekben felakasztják, ahol folyamatosan vagy szakaszosan égő, keményfából rakott alacsony hőfokú tűz segítségével a folyamattól és a dohánytól függően három naptól tíz hétig terjedő idő alatt kiszárítják. A közvetlen hőlégbefúvással szárított dohány alacsony cukor- és magas nikotintartalmú. Ezzel az eljárással szárított dohányból pipadohány, bagó, illetve tubák készül.

### Közvetett hőlégbefúvással történő szárítás
A közvetett hőlégbefúvással történő szárításnak nevezett eljárással szárított dohányt eredetileg dohánykarókra fűzték, melyeket a szárítócsűrben elhelyezett keresztrudakról lógattak le. A kívülről táplált kemence tüzét vezető csövek a csűrben helyezkednek el, így a dohányt forró levegő szárítja, füst nem éri. A forró levegő segítségével távolítják el a vizet a levelekből. Ez a folyamat egy hétig is eltarthat. Ezzel a módszerrel elsősorban a Virginia cigarettadohány készül, melynek magas a cukortartalma, valamint közepes vagy magas a nikotintartalma.

### Napon történő szárítás
A napon szárított dohány esetében a leveleket a szabadban akasztják ki úgy, hogy érje őket a napsütés. Ezt az eljárást Törökországban, Görögországban, Macedóniában és a mediterrán országokban az Oriental dohány készítésekor alkalmazzák.

### Külső hivatkozások
- Dohánymúzeum - Magyar dohányzástörténeti oldal